# Río Claro (Teno)
El río Claro de Teno es un curso de agua que fluye en la Región del Maule hasta su desembocadura en el río Teno. Es, por el lado sur, el tributario más importante del Teno.

## Trayecto
El río Claro de Teno, (para distinguirlo de otros ríos homónimos en Chile), nace en los glaciares del volcán Planchón, más precisamente en la confluencia del río Cajones y el río Planchón, ambos de 12 km de longitud en su junta. En su inicio recibe también la descarga del estero Aguas Blancas. El Claro toma rumbo al NO por 10 kilómetros y entonces se dirige al norte por 16 km hasta descargar sus aguas en el Teno en la localidad de Aduana de Los Queñes.: 375 

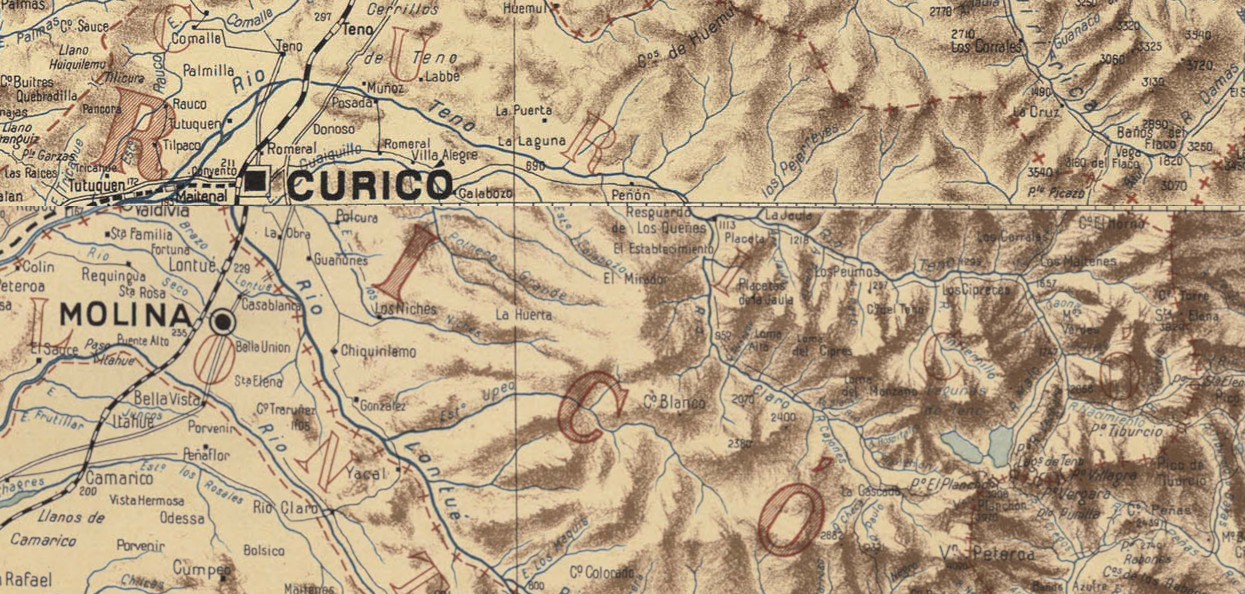
Cuenca del río Teno. Imagen elaborada a partir de dos mapas de Luis Risopatrón.

## Caudal y régimen
El diagrama del lado derecho representa las curvas de variación estacional del río Claro en la estación Los Queñes. Se observa que el caudal presenta un régimen nivo – pluvial, con sus subidas en primavera e invierno, resultado de sus importantes aportes nivales y pluviales, respectivamente. En años de más lluvias los mayores caudales ocurren entre octubre y diciembre y entre junio y julio, debido a la importante influencia nival y pluvial existente en esta zona. Los menores caudales se presentan entre febrero y abril. En años normales y secos los mayores caudales ocurren entre octubre y diciembre, producto de los deshielos, mientras que los menores lo hacen entre febrero y mayo.: 37 

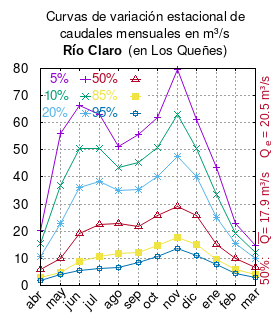
Curva de variación estacional del río Claro en Los Queñes.

El caudal del río (en un lugar fijo) varía en el tiempo, por lo que existen varias formas de representarlo. Una de ellas son las curvas de variación estacional que, tras largos periodos de mediciones, predicen estadísticamente el caudal mínimo que lleva el río con una probabilidad dada, llamada probabilidad de excedencia. La curva de color rojo ocre (con {\displaystyle {\color {Red}\vartriangle }}) muestra los caudales mensuales con probabilidad de excedencia de un 50%. Esto quiere decir que ese mes se han medido igual cantidad de caudales mayores que caudales menores a esa cantidad. Eso es la mediana (estadística), que se denota Qe, de la serie de caudales de ese mes. La media (estadística) es el promedio matemático de los caudales de ese mes y se denota {\displaystyle {\overline {Q}}}. 
Una vez calculados para cada mes, ambos valores son calculados para todo el año y pueden ser leídos en la columna vertical al lado derecho del diagrama. El significado de la probabilidad de excedencia del 5% es que, estadísticamente, el caudal es mayor solo una vez cada 20 años, el de 10% una vez cada 10 años, el de 20% una vez cada 5 años, el de 85% quince veces cada 16 años y la de 95% diecisiete veces cada 18 años. Dicho de otra forma, el 5% es el caudal de años extremadamente lluviosos, el 95% es el caudal de años extremadamente secos. De la estación de las crecidas puede deducirse si el caudal depende de las lluvias (mayo-julio) o del derretimiento de las nieves (septiembre-enero).

## Historia
Francisco Astaburuaga escribió en 1899 en su obra póstuma Diccionario geográfico de la República de Chile sobre el río:
Río Claro de Teno.-—Corriente de agua entre los Andes al oriente de la ciudad de Curicó que después de un corto curso estrechado entre sierras se une al Teno por su orilla austral junto al paraje de Queñes; véase dicho río. Por su abra prosigue el camino que tramonta esa cordillera en el punto llamado el portillo ó boquete del Planchón á 3,048 metros sobre el nivel del Pacífico.
En la zona de la confluencia ocurrió la Toma de Los Queñes, un ataque perpetrado por el Frente Patriótico Manuel Rodríguez al retén de Carabineros de Chile en Los Queñes el 21 de octubre de 1988.